# Peter Loew (Maler)
Peter Loew (* 28. Januar 1931 in Schliersee; † 1. Juli 2012 in München) war ein deutscher Maler.

## Leben
Bereits in jungen Jahren fiel Loew durch Zeichnungen und Aquarelle auf. Mit 15 Jahren begann er im Selbststudium mit der Ölmalerei. Zu vorwiegend religiösen Themen, wie die Anbetung der Hirten, Kreuzabnahme, Dornenkrönung und Pieta entstanden erste Werke, die in ihrer Art seinen großen Vorbildern nachstrebten, in „altmeisterlicher Manier“, wie er es selbst in seiner Lebenswegbeschreibung (1975) nannte. Nach einer Ausbildung zum Maler in Schliersee absolvierte er von 1951 bis 1957 ein Studium an der Akademie der Bildenden Künste in der Meisterklasse von Hermann Kaspar in München. Seine Studienreisen mit Bahn und Rad führten ihn nach Sizilien, Taormina und später nach Schweden.
Im Rahmen einer großen Kunstausstellung vom 4. Juni bis 3. Oktober 1954 hatte er seine erste Ausstellung im Haus der Kunst in München. 1960 bis 1975 einen Lehrauftrag für freie Malerei an der Erziehungswissenschaftlichen Fakultät der Universität München. Von 1960 bis 1983 wohnte er in einer Lebens- und Ateliergemeinschaft mit der Bildhauerin Karin Saalmann. Er ist Mitherausgeber eines Buches über Karin Saalmann (2008). In seinem Atelier in München-Schwabing entstanden „Element- und Fugenbilder“, die zum Mittelpunkt seines künstlerischen Schaffens wurden. Eine umfangreiche Sammlung von Tonträgern u. a. über Werke von Johann Sebastian Bach dienten zur Inspiration, insbesondere für seine Fugenbilder, sie zeigen tiefe Verbundenheit zu diesem Komponisten. Parallel zu den Elementbildern schuf er Aquarelle. Seine Werke fanden Eingang zur Umschlaggestaltung für die Reihe „Werkstatt-Berichte“ der morethanlearning mtt consulting network GmbH. Er komponierte und dichtete einige Lieder in bayerischer Mundart und verfasste Aphorismen.

## Preise
- 1988 Seerosenpreis für Bildende Kunst der Stadt München.[2]

## Arbeiten in öffentlichem Besitz
- Bayerische Staatsgemäldesammlungen München
- Staatliche Graphische Sammlungen München
- Städtische Galerie München
- Kunstmuseum Ystad Schweden
- Universität München
- Wissenschaftszentrum Weihenstephan
- Universität Passau
- Staatsgalerie Stuttgart

## Ausstellungen
1954: Grosse Kunstausstellung München 1954, Haus der Kunst, secession, Katalog Seite 92, Nr. 495 Baumwerk (Tempera)
1955: Grosse Kunstausstellung München 1955, Haus der Kunst, secession, Katalog Seite 90, Nr. 505 Mädchenbildnis(Öl), Nr. 506 Bildnis Christl(Öl)
1956: Grosse Kunstausstellung München 1956, Haus der Kunst, secession, Katalog Seite 190, Nr. 939 Selbstbildnis (Öl)
1958: München 1869–1958 aufbruch zur modernen kunst, haus der Kunst, secession, Katalog Seite 423, Nr. 1568 Silvia (Kohle, Kreide, 65 × 78 cm) Abb. Seite 456
1962: Grosse Kunstausstellung München 1962, Haus der Kunst, secession, Katalog Seite 89, Nr. 523 Schliersee (Aquarell, 71 × 100 cm) Nr. 524 Zeichnung 1 (Kohle, 93 × 64 cm)
- 1958: Kunstmuseum Ystad, Schweden
- 1960–2010: Teilnahme an den Jahresausstellungen der „Freie Münchner und Deutsche Künstlerschaft e.V“.[3]
- 1963: Galerie Dürr, München
- 1965: Kunstkreis Bottrop Ruhrgebiet
- 1983: Fugenbilder und zeichenhafte Aquarelle, Kunsthalle Nürnberg Katalog Nr. 58/1983
- 1985: Vom Klang der Bilder in der Musik und in der Kunst des 20. Jahrhunderts, Staatsgalerie Stuttgart
- 1988, 1990, 1994, 1997: Galerie Kurz[4]
- 1995: Arbeiten der 1990er Jahre, Peter Loew im Europäischen Patentamt München[5]
- 2005, 2006, 2010: Wagnerkunstmanagement[6]
- 2007 Klang im Bild – Das Phänomen der Musik in der Bildenden Kunst der Moderne und Gegenwart; Stiftung Opelvillen[7]